# Ярнолтово
Ярнолтово (пол. Jarnołtowo) — село в Польщі, у гміні Малдити Острудського повіту Вармінсько-Мазурського воєводства.
Населення — 383 особи (2011).

## Демографія
Демографічна структура станом на 31 березня 2011 року:
|          | Загалом | Допрацездатний вік | Працездатний вік | Постпрацездатний вік |
| -------- | ------- | ------------------ | ---------------- | -------------------- |
| Чоловіки | 196     | 52                 | 128              | 16                   |
| Жінки    | 187     | 36                 | 107              | 44                   |
| Разом    | 383     | 88                 | 235              | 60                   |